# هانس شولتس
هانس شولتس (بالألمانية: Hans Schulz)‏ هو لاعب كرة قدم ألماني في مركز الوسط، ولد في 4 ديسمبر 1942 في هاله في ألمانيا. لعب مع ألمانيا آخن وفورتونا دوسلدورف وفيردر بريمن ونادي هامبورغ.

## وصلات خارجية
- هانس شولتس على موقع قاعدة بيانات كرة القدم.إي يو (الإنجليزية)
- هانس شولتس على موقع بيانات كرة القدم. دي إي (الألمانية)
- هانس شولتس على موقع عالم كرة القدم.نت (الإنجليزية)